# Aphroditidae
Aphroditidae é uma família pertencente à subordem Aphroditiformia de poliquetas escamosos, apresentando similaridade etimológica. Pertence à ordem Phyllodocida da classe Polychaeta, tendo sido descrita pela primeira vez por Malmgren em 1867. Os grupos destas família encontram-se em ambientes marinhos de diversas profundidades, mas, contudo, podem ser encontrados enterrados na areia de praias, podendo estar associados a substratos lamacentos. Geralmente possuem corpos grandes e compactos, com formato elíptico e recobertos por uma espécie de feltro, por vezes iridescente.

## Distribuição
As espécies da família Aphroditidae estão distribuidas pelo mundo, variando desde zonas subtidais até às grandes profundidades. No entanto, há relativamente uma grande quantidade de espécies endêmicas na região australiana, onde grande parte dos estudos foram conduzidos e tendo constatados três padrões de distribuição distintos: as espécies distribuídas amplamente (Aphrodita australis e A. goolmarris); espécies restritas a determinadas áreas (Laetmonice dolichoceras e L. wonda) e uma espécie encontrada em apenas uma zona (A. malkaris).

## Morfologia
Os organismos pertencentes à família Aphroditidae apresentam um corpo achatado e com um conjunto de segmentos que varia dos 35 aos 45. O prostômio apresenta um formato globular e com apenas uma antena média e um par de omatóforos. Os élitros se distribuem em pares nos segmentos 2, 4, 5, 7 até 25; a partir deste ponto, a cada segmento terciário, ou seja, 28°, 31°, 34° e assim por diante. A região dorsal pode tanto ser ou não coberta por uma espécie de feltro e os élitros alternam-se com cirros dorsais lisos ou irregularmente lobados. A faringe eversível pode tanto possuir um par de mandíbulas como podem estas estar ausentes.
Todas as quetas são simples. As notoquetas podem apresentar três fenótipos distintos (cônica acicular, fina e capilar e acicular grossa com formato de gancho), já a neuroqueta apenas dois (bipinada cônica ou grossa com ornamentações, como dentes ou pelos filamentosos). A notoqueta em formato de gancho ou ereta sobre o dorso é um caráter apomórfico que suporta essa família, embora outros fenótipos possam ser encontrados.

## Fisiologia
A respiração dos Aphroditidae ocorre pelas paredes do corpo, portanto, trata-se de uma respiração cutânea. Ela ocorre no dorso do animal, entre os elitróforos (bases das escamas), de modo que o verme produz um movimento onde os élitros são projetados para cima e o dorso para baixo, abrindo uma cavidade por onde a água renovada entra. Para expulsar a água, os elitróforos são comprimidos e a parte ventral do corpo é elevada, de modo que a cavidade inicialmente aberta é imediatamente fechada, expulsando a água. A combinação dos movimentos permite aos organismos conseguirem suprimento de água constantemente renovado. O sistema circulatório é fechado, com dois vasos principais, um ventral e um dorsal se estendendo pelo corpo, onde vasos menores se interligam lateralmente, formando uma rede de capilares. Em Aphroditidae não foi constatada a presença de arcos aórticos associados às veias principais; na verdade pensa-se que há estruturas similares à glomérulos associadas aos nefrídios. Por fim, o sistema nervoso consiste (além do par de cordas nervosas ventrais e neurônios associados a elas) em um gânglio cerebral na porção anterior do corpo destes anelídeos, que é conectado com os apêndices prostomiais, recoberto por uma camada de epiderme que produz uma cutícula grossa, formando uma espécie de cápsula.

## Alimentação e Reprodução
Representantes da família Aphroditidae, normalmente solitários, apresentam um comportamento de ataque oportunista, se posicionando no fundo do mar e esperando presas lentas ou mesmo sésseis estarem ao alcance para atacar com sua faringe eversível. Interessantemente, suas presas são altamente distribuídas entre os diversos grupos de invertebrados, por exemplo outros anelídeos, crustáceos menores, moluscos e por vezes algas.
A faringe destes animais, assim como o intestino, apresenta um conjunto de células ricas em enzimas hidrolíticas, fosfatases e aminopeptidases, sugerindo que a absorção de nutrientes se dá inicialmente na faringe, posteriormente no intestino médio onde, de forma geral, não há diferença nas composições químicas celulares em comparação com a faringe eversível.
Embora se tenha pouca informação relativa à reprodução e desenvolvimento dos representantes desta família, estudos em espécies gonococóricas polares que habitam a Antártida demonstraram um padrão de período reprodutivo em consonância com os períodos de maior produção primária nos oceanos. Levando em conta que estes animais são carnívoros, é presumível que haja uma maior disponibilidade de presas nestes períodos. Além disso, a maturação dos gametas desta espécie é lenta, podendo durar mais de um ano, sendo este fato associado à priorização de crescimento do corpo dos pais e aumento no tamanho dos ovos, típicos de espécies bentônicas de alta latitude. Foi observado nesta espécie espermatozoide com núcleo arredondado e acrossomo curto e cônico.

## Filogenia
Aphroditidae (inicialmente chamado de Palmyridae) era antes colocado como grupo irmão da família Acoetidae, ambos fazendo parte do clado Aphroditoidea, o qual já foi descartado. Atualmente, tem-se que Aphroditidae e Eulephetidae são as bases da filogenia de Aphroditiformia, sendo Eulephetidae o primeiro clado e Aphroditidae o segundo clado mais basal. O gênero Palmyra já foi proposto como uma família própria, Palmyridae, mas estudos morfológicos recentes o classificam como parte de Aphroditidae, indicando que a perda de escamas ocorreu mais de uma vez ao longo do tempo evolutivo de Aphroditiformia .
|  | Palmyra                                                  |
|  |                                                          |
|  | \| \| Aphrodita \| \| \| \| \| \| Laetmonice \| \| \| \| |
|  |                                                          |
|  | Aphrodita                                                |
|  |                                                          |
|  | Laetmonice                                               |
|  |                                                          |

|  | Aphrodita  |
|  |            |
|  | Laetmonice |
|  |            |

Hipótese filogenética baseada no trabalho de Gonzalez et al. (2017)

### Gêneros:[9]
Aphrodita Linnaeus, 1758
Aphrogenia Kinberg, 1856
Hermionopsis Seidler, 1923
Heteraphrodita Pettibone, 1966
Laetmonice Kinberg, 1856
Palmyra Savigny, 1818
Pontogenia Claparède, 1868